# LRRC8E
LRRC8E‏ (Leucine rich repeat containing 8 VRAC subunit E) هوَ بروتين يُشَفر بواسطة جين LRRC8E في الإنسان.